# Rudolf Maxera
Rudolf Maxera (17. dubna 1868 myslivna Bušohrad u Skryjí – 27. března 1935 Křivoklát) byl český lesník, archivář a knihovník na křivoklátském panství.
Ve službách Fürstenberků byl od roku 1884 jako revírník, v roce 1928 byl jmenován nadlesním v nově zřízeném polesí hradu Křivoklátu, jehož panství se o dva roky později stalo majetkem československého státu. Maxera, zdatný myslivec a ochránce zvěře, který se současně staral o hradní archiv a knihovnu, odešel na odpočinek v roce 1932. O to více se poté věnoval dějinám křivoklátské myslivosti i obecně hospodářství zdejšího regionu. Napsal např. Myslivecká mudrosloví (1929) nebo Soupis památek krajinného svérázu, ale především trojdílnou Myslivost v hloubi křivoklátských lesů (1932–1934). Pochován je na lesním hřbitově v Novém Jáchymově.